# (16627) 1993 JK
1993 جاي كي (ويعرف أيضًا باسم (16627) 1993 جاي كي وفق تسمية الكوكب الصغير) (بالإنجليزية: 1993 JK)‏ هو كويكب ضمن حزام الكويكبات؛ وترتيبه 16627 من حيث الاكتشاف.
اكتُشف هذا الجُرم الفلكي بواسطة هيروشي كانيدا في 14 مايو 1993.

## وصلات خارجية
- (16627) 1993 JK في قاعدة بيانات مختبر الدفع النفاث لأجرام النظام الشمسي الصغيرة

- الاكتشاف · مخطط المدار ·  العناصر المدارية · المعلمات المادية

- (16627) 1993 JK على موقع ويكي سكاي: DSS2, SDSS, GALEX, IRAS, Hydrogen α, X-Ray, Astrophoto, Sky Map, Articles and images